# Granisle
Granisle est une municipalité située dans la province de la Colombie-Britannique, dans l'ouest.